# Kreuzchen
Das Kreuzchen oder Kreuzerl (österreichisch) ist ein Schriftzeichen in Form eines Andreaskreuzes.

## Verwendung

### Als Symbol
- In der Mathematik wird als Multiplikationsoperator auch ein Kreuzchen (× U+00D7, TeX \times) verwendet, neben anderen Malzeichen (etwa dem Malpunkt); dasselbe Zeichen markiert auch das Kreuzprodukt der Vektoren
- In der Biologie für Kreuzung, im Speziellen Hybridisierung und Bastardisierung in der Nomenklatur der Biologie (Bsp.: Die Teerose Rosa indica fragrans ist Rosa gigantea × Rosa chinensis, eine Zuchtform).
- Analog findet sich das Zeichen in der Genealogie, etwa für uneheliche Verbindung und deren Abkömmlinge, während eheliche nach dem Heiratsymbol «⚭» angeführt werden

Vielfach findet sich das Zeichen auch in Geometrie, technischem Zeichnen, Plänen und verwandten Gebieten:
- Kennzeichnung eines Kreis- oder Radius- (Kreisbogen-)Mittelpunkts (DIN 406 Maßeintragung in Zeichnungen Teil 1) – dort aber typischerweise in Form des «+» (Pluszeichen, einfaches Kreuz, im Sinne Fadenkreuz) oder als Mittellinienkreuz bis an den Bogen durchgezogen.[1]
- In manchen Anwendungen, wie im Schnittzeichnen, die Kennzeichnung einer Hilfs- oder Maßlinie mit ×–––––––×, dann wird mit «×–×» in Textanmerkungen auf dieses Maß Bezug genommen
- In der Kartendarstellung etwa: – × – · – × – · – × – für gesperrte Staatsgrenze, oder =×==×==×= für gesperrte Straßenzüge (in Straßenkarten etwa im Sinne „nicht mit Anhänger“, oder „Wintersperre“ für Passstraßen zu finden).

### Als Schriftzeichen
- Im Lateinischen Alphabet: «X» und «x» (‚Großes‘ und ‚Kleines Ix‘)
- Im Kyrillischen Alphabet: «Х» und «х» (‚Großes‘ und ‚Kleines Ha‘), und mit Unterlänge «Ҳ» und «ҳ»
- Im Griechischen Alphabet: «Χ» und «χ» (‚Chi‘)
- Chinesisch/Japanisch/Koreanisch (CJK):[2] chinesisch 乂, Pinyin yì – „führen, leiten; nähren“ (Radikal), jap. 乂, gai, ge, kor. 예, Hanja 乂 ye
- Japanisch: auch Katakana メ (‚Me‘)
- Chinesisch: auch Bopomofo (Lautschrift) ㄨ (‚U‘)

### Ankreuzen
Im deutschen und angelsächsischen Kulturraum wird das Kreuzchen bzw. ein Kreuz häufig zum Auswählen aus einer Liste (z. B. bei Wahlen) benutzt: Der ausgewählte Vorschlag oder Listenpunkt wird „angekreuzt“. Der Ausdruck „sein Kreuzchen machen“ im Sinne einer Zustimmung leitet sich davon ab. Sonst ist es auch üblich, zum „Ankreuzen“ das Häkchen ✓ zu verwenden.

### Handzeichen für eine Unterschrift

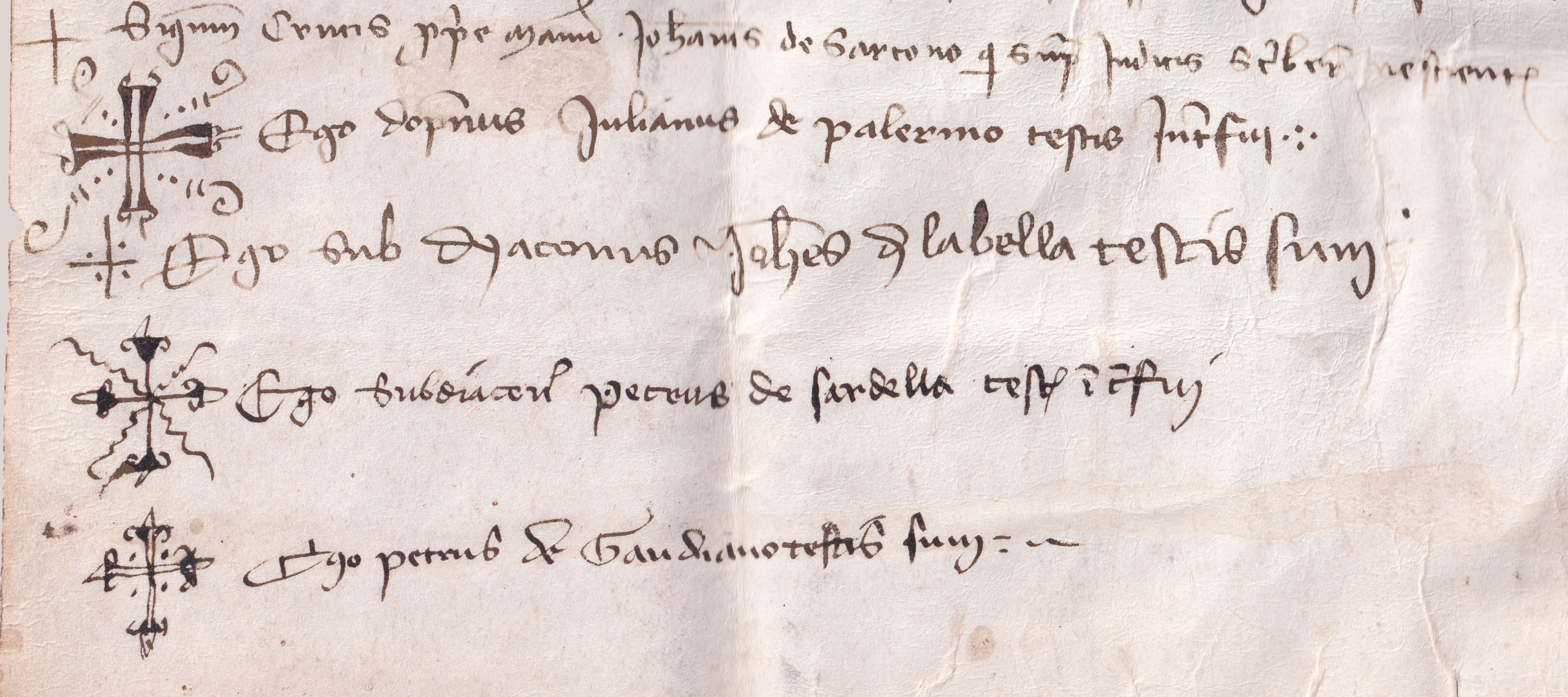
Signaturen von Zeugen mit individuellen Kreuzen

Bereits im Mittelalter war es durchaus üblich, mit einem graphischen Symbol (z. B. ein Kreuz) seine Signatur zu individualisieren. Später, als neben dem Vornamen auch Familiennamen in der gesamten Bevölkerung amtlich eindeutig beurkundet wurden und die Alphabetisierung vorangeschritten war, verloren diese bildlichen Signaturen ihre Bedeutung.
Analphabeten können heute noch mit „drei Kreuzchen“ als Handzeichen amtliche Dokumente unterzeichnen – hier finden sich ×-Varianten neben +-Formen. Auch heute muss eine Unterschrift in dieser Form beglaubigt sein (etwa: „Eine Unterzeichnung, die nicht mit der Namensunterschrift, sondern mit einem bloßen Handzeichen – das bekannteste sind drei Kreuze – erfolgt, bedarf der Beglaubigung durch einen Notar“ § 126 dBGB).

## Zeichencodierung

### Unicode
Der Unicode-Standard enthält verschiedene Kreuzchen (oben angeführte Buchstaben finden sich beim jew. Alphabet und sind hier nicht noch einmal angegeben):
| Unicode-Nummer   | Zeichen | Beschreibung                                   | Offizielle Bezeichnung            | Block                                               |
| ---------------- | ------- | ---------------------------------------------- | --------------------------------- | --------------------------------------------------- |
| U+00D7 (215)     | ×       | Malzeichen (Anm. 1)                            | MULTIPLICATION SIGN               | Lateinisch-1, Ergänzung (U+0080–00FF)               |
| U+2573 (9587)    | ╳       | Rahmenzeichnungselement Diagonalkreuz          | BOX DRAWINGS LIGHT DIAGONAL CROSS | Zeichen zur Rahmenzeichnung (U+2500–257F)           |
| U+2715 (10005)   | ×       | Malzeichen X                                   | MULTIPLICATION X                  | Dingbats (U+2700–27BF)                              |
| U+2716 (10006)   | ×       | fettes Malzeichen X                            | HEAVY MULTIPLICATION X            | Dingbats (U+2700–27BF)                              |
| U+2717 (10007)   | ✗       | Wahl-X                                         | BALLOT X                          | Dingbats (U+2700–27BF)                              |
| U+2718 (10008)   | ✘       | fettes Wahl-X                                  | HEAVY BALLOT X                    | Dingbats (U+2700–27BF)                              |
| U+274C (10060)   | ❌      | Kreuzzeichen                                   | CROSS MARK                        | Dingbats (U+2700–27BF)                              |
| U+1F5F4 (128500) | 🗴       | Schreibschrift-Kreuzchen                       | BALLOT SCRIPT X                   | Verschiedene piktografische Symbole (U+1F300–1F5FF) |
| U+1F5F6 (128502) | 🗶       | Fettes Schreibschrift-Kreuzchen                | BALLOT BOLD SCRIPT X              | Verschiedene piktografische Symbole (U+1F300–1F5FF) |
| U+2297 (8855)    | ⊗       | eingekreistes Multiplikationszeichen           | CIRCLED TIMES                     | Mathematische Operatoren (U+2200–22FF)              |
| U+2612 (9746)    | ☒       | angekreuztes Wahl-Kästchen (Anm. 2)            | BALLOT BOX WITH X                 | Verschiedene Symbole (U+2600–26FF)                  |
| U+1F5F5 (128501) | 🗵       | In Schreibschrift angekreuztes Kästchen        | BALLOT BOX WITH SCRIPT X          | Verschiedene piktografische Symbole (U+1F300–1F5FF) |
| U+1F5F7 (128503) | 🗷       | In fetter Schreibschrift angekreuztes Kästchen | BALLOT BOX WITH BOLD SCRIPT X     | Verschiedene piktografische Symbole (U+1F300–1F5FF) |
| U+1F5F3 (128499) | 🗳       | Wahlurne mit Stimmzettel (Anm. 3)              | BALLOT BOX WITH BALLOT            | Verschiedene piktografische Symbole (U+1F300–1F5FF) |
| U+2613 (9747)    | ☓       | Andreaskreuz                                   | SALTIRE                           | Verschiedene Symbole (U+2600–26FF)                  |
| U+1F7A8 (128936) | 🞨       | Dünnes Andreaskreuz                            | THIN SALTIRE                      | Geometrische Formen, erweitert (U+1F780–1F7FF)      |
| U+1F7A9 (128937) | 🞩       | Leichtes Andreaskreuz                          | LIGHT SALTIRE                     | Geometrische Formen, erweitert (U+1F780–1F7FF)      |
| U+1F7AA (128938) | 🞪       | Mitteldickes Andreaskreuz                      | MEDIUM SALTIRE                    | Geometrische Formen, erweitert (U+1F780–1F7FF)      |
| U+1F7AB (128939) | 🞫       | Fettes Andreaskreuz                            | BOLD SALTIRE                      | Geometrische Formen, erweitert (U+1F780–1F7FF)      |
| U+1F7AC (128940) | 🞬       | Schweres Andreaskreuz                          | HEAVY SALTIRE                     | Geometrische Formen, erweitert (U+1F780–1F7FF)      |
| U+1F7AD (128941) | 🞭       | Sehr schweres Andreaskreuz                     | VERY HEAVY SALTIRE                | Geometrische Formen, erweitert (U+1F780–1F7FF)      |
| U+1F7AE (128942) | 🞮       | Extrem schweres Andreaskreuz                   | EXTREMELY HEAVY SALTIRE           | Geometrische Formen, erweitert (U+1F780–1F7FF)      |

### TeX/LaTeX
In den Auszeichnungssprachen des Formelsatzes TeX bzw. LaTeX codiert man:
| \times    | {\displaystyle \times }    |
| \otimes   | {\displaystyle \otimes }   |
| \boxtimes | {\displaystyle \boxtimes } |